# Los Sims 2: abren negocios
Los Sims 2: Abren negocios (inglés: The Sims 2: Open for Business) es la tercera expansión de Los Sims 2. Permite a los usuarios crear, modificar y gestionar negocios de todo tipo, que bien pueden ir de museos a restaurantes, pasando por tiendas de infinidad de productos y mercancías. Fue lanzado a la venta el día 2 de marzo de 2006 en los Estados Unidos. Aspyr lanzó una versión del juego para Mac OS X el día 4 de septiembre de 2006.

## Abrir un negocio
Al iniciar el juego, cualquier familia de las existentes en el barrio puede empezar su carrera empresarial, tan solo efectuando una llamada telefónica o navegando por Internet. Si así se desea, el local de la susodicha familia se transformará en una parcela comercial (no visitable) y siempre que estén los propietarios, el negocio podrá mantenerse en marcha. Hecho esto, debemos adquirir enseres básicos de un comercio, tales como cajas registradoras, expositores, la mercancía, un cartel de abierto-cerrado (si no, el negocio contará como abierto las 24h sims como por ejem. tiendas de autoservicio).
También cabe la posibilidad de que deseemos obtener un negocio en el barrio. Para ello tendremos que hacer lo propio desde el teléfono y el ordenador, como "adquirir un solar comunitario". Los negocios en estos solares son diferentes, ya que hasta que no deleguemos en un gerente, debemos visitarlos continuamente para que los mismos funcionen. Si la familia propietaria del negocio se encuentra en el solar, los demás vecinos del barrio no podrán acudir a ellos.
Además existe un nuevo sistema de habilidades comerciales, donde se puede adquirir destrezas desde el banco de trabajo y un sistema de "ánimo" para los dueños comerciales.
Como las dos expansiones anteriores, Abren negocios introduce un nuevo vecindario: el distrito comercial, donde existe una calle principal. Los dueños de los negocios no están restringidos al distrito comercial, y puede abrirlos en sus propios vecindarios o en el nuevo barrio introducido en la expansión Los Sims 2: Noctámbulos, aunque el manual del juego sugiere que los lotes del distrito comercial tienen gran tráfico pedestre, aunque son más costosos.
Los negocios pueden ser creados en la propia casa de un Sim, o en el distrito comercial. Se pueden construir desde peluquerías, floristerías, jugueterías, supermercados, cafeterías, hasta restaurantes.
Con la nueva expansión se incluyen nuevos objetos y estilos para la decoración y necesidades de los sims. Entre ellos ascensores, quioscos de flores y cajas registradoras. Además, el usuario puede crear ramos de flores, juguetes y robots para añadir a los que ya existen.
Con respecto a los personajes hay novedades, se adicionaron nuevos trajes, así como nuevos peinados y gorros.
Empezando por lo más básico, tenemos las tiendas. En ellas pueden venderse infinidad de productos: la gran mayoría del Modo Comprar y del Modo Construir, más algunos que podremos manufacturar nosotros mismos en los nuevos talleres de trabajo (de flores, de robótica, de juguetería) y alimentos cocinados por nosotros (se incluyen nuevos). Dependiendo del tamaño de nuestro solar, y de nuestras dotes administrativas y artísticas, nuestra tienda puede ir de un bazar a unos grandes almacenes (también cuenta el dinero que estés dispuesto a gastar).
Peluquerías: o salones de estética no requieren más que una silla de estética, para que nuestros sims puedan efectuar en ellas los "looks" y cortes de pelo que nos plazcan. Eso sí, si no se dispone del suficiente talento en cosmética, nuestra creación puede acabar en desastre...
Restaurantes: solo están disponibles en los solares comunitarios. Para hacer un restaurante, tendremos que encargarnos de disponer de una cocina para chefs, un estrado para el maître y mesas con sillas para servir a nuestros comensales. El restaurante exige una gran preparación, mucho talento culinario y personal cualificado; de lo contrario, la jugada devendrá contraproducente. Hay al menos 6 platos nuevos para cocinar.
Comercios tarifados por tiempo: como una nueva dimensión en el terreno comercial, al obtener un poste expendedor de tickets, el negocio contará por tiempo. Si nuestros clientes se deciden a entrar, el tiempo que permanezcan en nuestro solar será nuestra ganancia. Entonces nos interesa que el comercio esté lo mejor acondicionado posible y que los visitantes no quieran marcharse. Este tipo de negocios puede incluir cybers, salones de juegos, bibliotecas, museos, balnearios...
Dependiendo de si estemos en casa o no, dispondremos de diferentes tipos de objetos. Por ejemplo, no podremos vender ropa ni videojuegos en una casa, ni tampoco crear restaurantes.

## Bonificaciones
Nuestro éxito dependerá de contentar a nuestros clientes. Si lo conseguimos, éstos pueden ganar estrellas de fidelidad y visitarán nuestro negocio con más asiduidad. Las estrellas de fidelidad nos permitirán avanzar el nivel de nuestro negocio: puede ir del nivel 0 al 10, aunque también hay un estrato negativo. Será difícil avanzar con el paso del tiempo, pero tendrá sus recompensas: bonos de negocio. Hay cinco clases de bonificaciones, que nos serán muy útiles. Pueden ir de subvenciones económicas a una mejora con el trato del personal y de la clientela.
De igual forma, si nuestro comercio se hace famoso (ocurrirá si tienes muchos clientes fieles), puede darse el caso de que un periodista nos visite para elaborar una crítica del local. Tendremos que esforzarnos al máximo por complacerle y que se lleve una buena impresión. Si es así, ganaremos una crítica positiva en el periódico, y una mayor oleada de consumidores. Lo contrario también es posible.
Una novedad que incluye el juego es el talento en las diferentes áreas, que se adquiere trabajando en ellas durante mucho tiempo. El grado de talento se reflejará en las insignias (bronce, plata y oro), y claro, en las aptitudes de nuestros sims. Nos interesa disponer de personal cualificado. Los talentos son: caja registradora, reposición, ventas, cosmética, florería, juguetería y robótica ( Medalla de Oro en Robótica, te permite crear "Servos" que son como sims robots)

## Ítems nuevos y barrio nuevo
En total habrá más de 125 objetos nuevos, la mayoría dedicados a los negocios (cajas registradoras, expositores...) y colecciones nuevas de mobiliario, decoración, suelos y paredes, como la colección europea. También se incluyen novedades en el modo construir muy esperadas, como los toldos, los tejados (cúpulas, tejados cónicos y octogonales), los ascensores o las plataformas de interiores. Existirán ropas nuevas y uniformes, peinados, maquillajes y decoración para el barrio. En cuanto a música, se integra la emisora de Nueva Ola (New Wave).
Tendremos un nuevo subbarrio comercial, Villazul del Agua.
También se incluye el esperado robot Servo con una versión más avanzada. Se lo puede conseguir con un objeto en el modo Comprar con el que se empiezan realizando prototipos de robots serviciales para el hogar y finalizamos con un Servo en nuestras manos, a este robot le puedes elegir un sexo y ponerle un nombre, al ser un robot tiene la posibilidad de no envejecer nunca pero si se mete a la piscina...
los Servos no pueden tener hijos pero se pueden casar, besar, hacer el " Ñiqui Ñiqui "

## Requisitos Mínimos
Ya con la expansión de Noctámbulos, los requisitos mínimos de Los Sims 2 han subido un poco. Abren Negocios mantuvo estos cambios, a pesar de que algunos jugadores notaron un aumento en la estabilidad y la frecuencia de imágenes después de la instalación de la expansión.
- Procesador de 1 GHz para sistemas con placa de vídeo con T&L de al menos 32 MB. Procesador de 2.4 GHz para sistemas sin una placa de vídeo con T&L de al menos 32 MB.
- RAM de 256 MB.
- Sistema operativo Windows Vista, Windows® XP, Windows ME, Windows 98 o Windows 2000.
- Por lo menos 1.5 GB de espacio libre en el disco duro, solamente para la expansión.